# Instituto de Tecnologia da Universidade Federal do Pará
O Instituto de Tecnologia da Universidade Federal do Pará (ITEC/UFPA) é uma unidade acadêmica de formação superior (graduação e pós-graduação) localizada na cidade de Belém.

## História
As origens históricas do ITEC/UFPA se encontram na Escola de Engenharia do Pará, fundada em 07 de abril de 1931, tendo o engenheiro Pedro Bezerra da Rocha Morais como um de seus professores fundadores e primeiro diretor. 
Em 1957, a então Escola de Engenharia do Pará foi incorporada pela então Universidade do Pará (futura UFPA), com a criação desta no referido ano, tornando-se o Centro Tecnológico e posteriormente alterando a nomenclatura para Instituto de Tecnologia.

## Estrutura organizacional
- Faculdade de Arquitetura e Urbanismo;
- Faculdade de Conservação e Restauro;
- Faculdade de Engenharia Civil;
- Faculdade de Engenharia da Computação e Telecomunicações;
- Faculdade de Engenharia de Alimentos;
- Faculdade de Engenharia Elétrica e Biomédica;
- Faculdade de Engenharia Mecânica;
- Faculdade de Engenharia Naval;
- Faculdade de Engenharia Química;
- Faculdade de Engenharia Sanitária e Ambiental;
- Faculdade de Engenharia Ferroviária e Logística.

## Professorado
- Amyntas de Lemos
- João Maria de Lima Paes
- Josué Justiniano Freire
- Maria Emília de Lima Tostes
- Pedro Bezerra da Rocha Morais
- Sinfrônio Brito Moraes
- Suplício Sóter Cordovil
- Victor Alexandrovich Dmitriev

## Prêmios
Em 2016, o Programa de Pós-Graduação em Engenharia Elétrica do ITEC/UFPA ganhou destaque nacional com a premiação de um de seus egressos do doutorado, o engenheiro Gianni Masaki Tanaka Portela, que, sob orientação do professor Victor Alexandrovich Dmitriev, conquistou o Prêmio CAPES de Tese pela tese doutoral denominada "Dispositivos de controle não recíprocos baseados em cristais fotônicos para utilização na faixa de frequências óptica", na área de Engenharia IV.